# Skorkov
Skorkov är en ort i Tjeckien.   Den ligger i regionen Mellersta Böhmen, i den centrala delen av landet, 28 km nordost om huvudstaden Prag. Skorkov ligger 185 meter över havet och antalet invånare är 378.
Terrängen runt Skorkov är platt. Runt Skorkov är det tätbefolkat, med 343 invånare per kvadratkilometer. Närmaste större samhälle är Lysá nad Labem, 6,8 km sydost om Skorkov. I omgivningarna runt Skorkov växer i huvudsak blandskog.